# Dzibilnocac

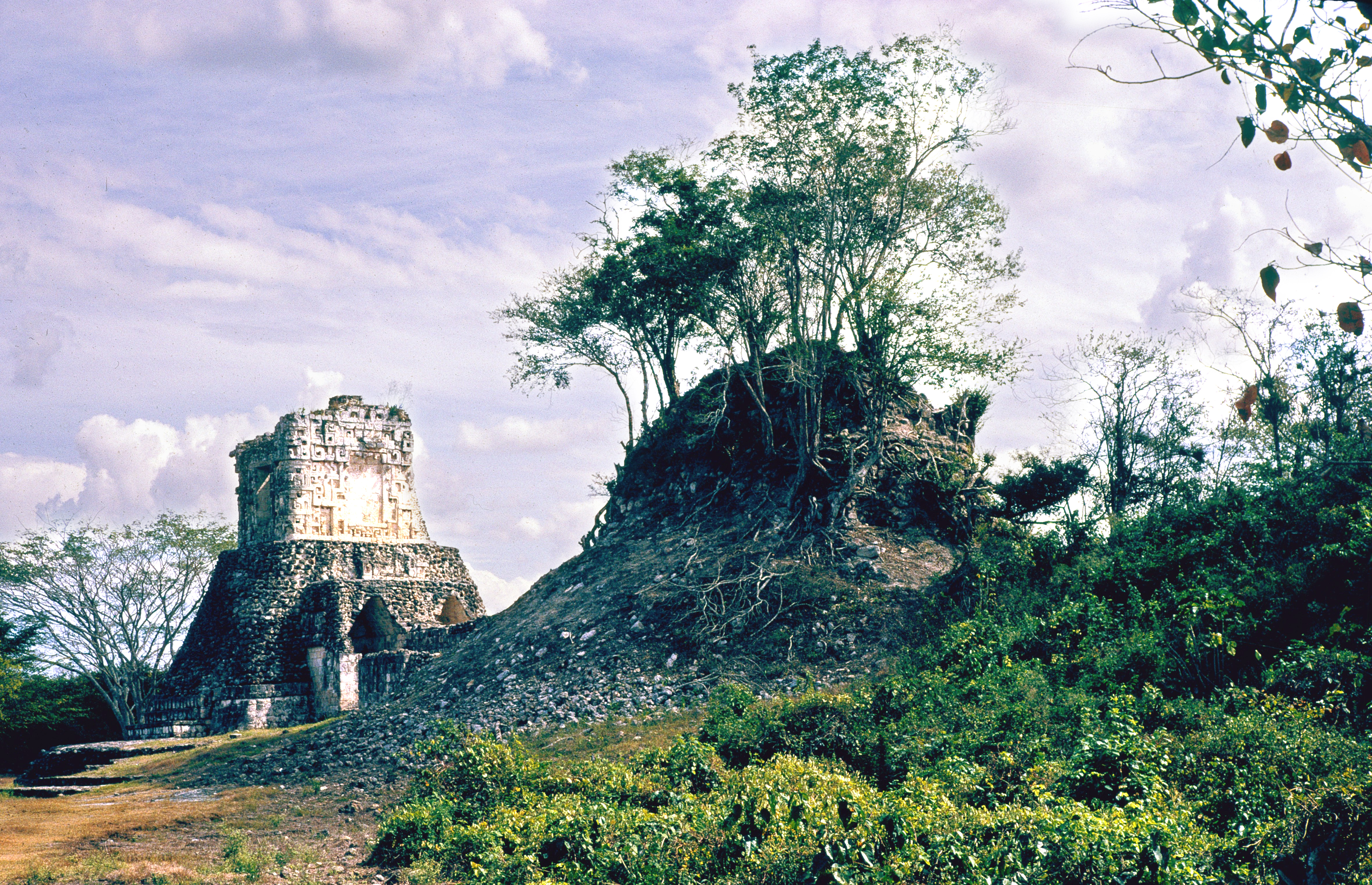
Gebäude 1

Dzibilnocac, auch Dsibilnocac (der Name bedeutet „gemaltes Gewölbe“) ist eine mittelgroße Ruinenstätte der Maya auf der Halbinsel Yucatán im Bundesstaat Campeche in Mexiko.

## Lage

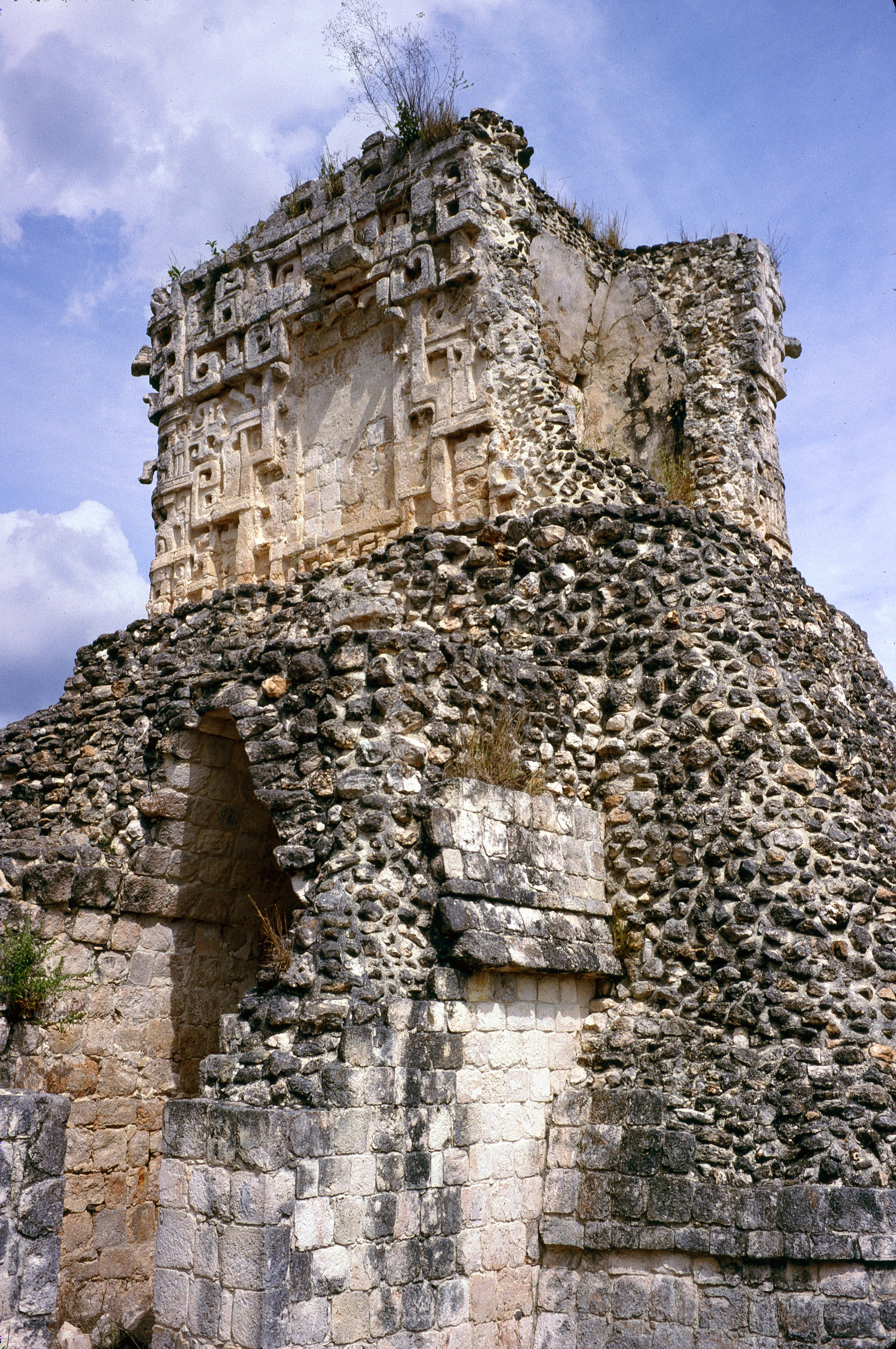
Östliche Tempelpyramide

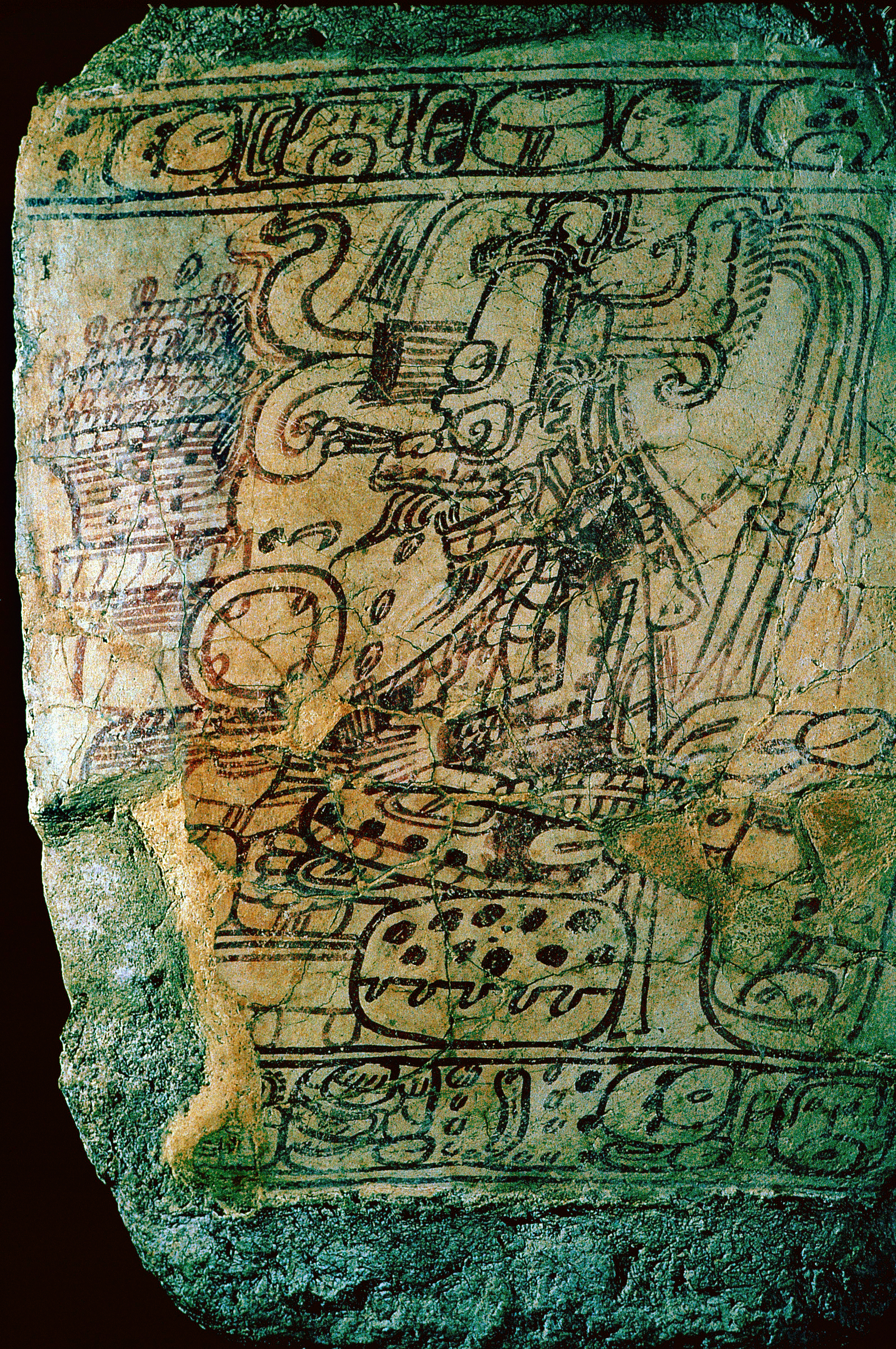
Bemalter Gewölbedeckstein

Die Ruinenstätte befindet sich ungefähr 31 km (Luftlinie) bzw. ca. 65 km (Fahrtstrecke) südöstlich der Kleinstadt Hopelchén. Sie liegt am östlichen Ortsrand der modernen, aus einer Garnison gegen die während des Kastenkriegs rebellierenden Maya in der Mitte des 19. Jahrhunderts entstandenen, Siedlung Vicente Guerrero/Iturbide.

## Geschichte
Keramikfunde lassen darauf schließen, dass der Platz bereits im 4. oder 3. Jahrhundert v. Chr. besiedelt war. Die Blütezeit von Dzibilnocac lag jedoch im 8. Jahrhundert n. Chr.; zwei Stelen enthalten die umgerechneten Datierungen 731 und 764. Spätestens im 11. Jahrhundert wurde der Ort verlassen.

## Forschungsgeschichte
Der erste, kurze Bericht stammt aus dem Jahre 1841 von John Lloyd Stephens begleitet von Frederick Catherwood. und enthält auch eine sehr ungenaue Ansichtszeichnung. Der folgende Besucher war Teobert Maler im Jahr 1887, der sich ausschließlich dem Gebäude 1 widmete, ebenso zweieinhalb Jahrzehnte später Eduard Seler. Ein eingehenderer Bericht beruht auf den Forschungen um 1936 von Harry E. D. Pollock. Eine umfassende Untersuchung der Keramik durch die New World Archaeological Foundation aus dem Jahr 1968 enthält eine gute Karte und Angaben zu baulichen Resten. Nach 1980 wurden Grabungen und Restaurierungen am östlichen Teil von Gebäude 1 unter Leitung von Ramón Carrasco Vargas durchgeführt.

## Gebäude 1
Dieses Gebäude, nahe dem Ortsrand von Iturbide gelegen (die Koordinaten beziehen sich auf dieses Gebäude), ist im Gegensatz zu allen anderen relativ gut erhalten und partiell restauriert worden. Es besteht aus zwei parallelen Reihen von Räumen, die sich nach Norden und Süden hin öffnen. Die Anordnung ist symmetrisch, der östliche und der westliche Teil umfassen je vier große, Ost-West orientierte Räume, wobei von dem hinteren der Mitte zu gelegenen Raum ein schmaler Eingang in eine Nord-Süd orientierte Kammer führt. In ihnen waren zwei bemalte Decksteine erhalten, die seither jedoch herausgerissen wurden und im internationalen Kunsthandel landeten. An den Außenseiten dieser parallelen Kammern stoßen die Bauteile zusammen, so dass der Komplex insgesamt über zehn Räume verfügt. Die Fassaden sind – soweit erhalten – einfach gehalten; entsprechend dem Chenes-Stil wird durch Einziehungen, die den Trennwänden der Räume entsprechen, der Eindruck getrennter Bauten erweckt. Die Eingänge der zur Mitte des Gesamtgebäudes gelegenen Räume auf der Nordseite wiesen eine Mittelsäule auf.
An die Enden des Gesamtgebäudes und über den Kammern an ihrer Verbindung wurden später pyramidenartige Türme errichtet, an deren Spitze jeweils quadratische, zweiräumige Gebäude liegen. Die entgegengesetzten Eingänge sind als Schlangenmaul gestaltet. Die gesamte Wandfläche ist mit Schnörkeln und Voluten übersät. Auch die Seiten der quadratischen Bauten, an denen sich keine Türen befinden, sind als seichte Scheintüren gestaltet und ähnlich ornamentiert.
Das Gebäude, das dem 6. bis 8. Jahrhundert zugeordnet wird, gleicht weitgehend dem südlichen Gebäude von Hochob.